# Capucin donacole
Lonchura castaneothorax
Espèce
Statut de conservation UICN

 LC  : Préoccupation mineure
Répartition géographique
Le Capucin donacole ou Donacole commun (Lonchura castaneothorax) est une espèce d'oiseau de la famille des estrildidés.
En Nouvelle-Guinée il se nourrit de Megathyrsus maximus.

## Sous-espèces
D'après Alan P. Peterson, il existe cinq sous-espèces :
- Lonchura castaneothorax boschmai Junge, 1952 ;
- Lonchura castaneothorax castaneothorax (Gould, 1837) ;
- Lonchura castaneothorax ramsayi Delacour, 1943 ;
- Lonchura castaneothorax sharpii (Madarasz, 1894
- Lonchura castaneothorax uropygialis Stresemann & Paludan, 1934.